# 農学
農学（のうがく、英: agricultural science、または略称としてagriscience）は、農業・林業・水産業・畜産業などに関わる、応用的な学問。農産物の栽培・育種、生産技術の向上、生産物の加工技術などや、生産に関わる社会的な原理、環境の保全など、第一次産業に関わる幅広い事柄を研究し、産業の改良と発展を目指す。広義の自然科学に属し、化学、生物学、地学などを基礎とするが、社会科学も基盤の一部を成す。

## 農学史

### ドイツの農学史
ドイツでは三十年戦争による国土の荒廃からの回復後、人口と食糧需要の増加から18世紀末に農業の技術的・社会経済的改革運動が盛り上がりをみせた。
1727年、ウィルヘルム1世（Friedrich Wilhelm I)によってハレ大学とフランクフルト大学に初めて農業と官房学（Kameralwissenschaft）の講座が設立され、同世紀末までに多くの大学でもこのような講座が開かれた。
ゲッティンゲン大学官房学講座教授のベックマン（J.Beckmann）は、1769年に『ドイツ農業原理（Grundsatzeder deutschen Landwirtschaft）』を著し、農学体系を一般農学（Allgemeine Theil）と特殊農学（Besondere Theil）に分け、特殊農学に耕種、養畜、施肥、一般農学に農場、農業物と雇人を分類した。ベックマンの二分割の農業体系は、その後の農学者に決定的な影響を与えたが、ベックマンの著書では一般農学は僅かに述べているのみで農学を官房学から自立させるのに成功するには至らなかった。
ドイツにおける近代農学の祖はテーヤ（A.D. Thaer）とされており、農学を官房学の体系から切り離して自立的学問として科学的に体系化した。テーヤは主著『合理的農業の原理』の最初の基礎論で、農業は動植物体の生産（またそれらの加工）によって収益（Gewinn）をあげることを目的とする一つの営業で、完全な農業とは出来るだけ高く持続的な収益を諸事情に応じて、その経営から引き出す農業であると「合理的農業の概念規定」を示した。テーヤにより、農業経営は家父学（Lehre von der Haushaltungskunst）の課題として扱われるにすぎなかった段階から、営業（Gewerb）として問われる段階に発展した。ただし、テーヤの経済論の大半は地力維持論（フムス説）を根幹としており、組織・管理論について経営管理能力を向上させるための農業教育の必要性を指摘しているが、具体的にはほとんど展開されていないという指摘がある。
19世紀のドイツでは農学が一つの体系を有する学問として成立しうると考えられるようになったが、テーヤの農学は農芸化学者が台頭した19世紀中葉の一時期影響力が薄れた。
農学史の通説ではテーヤ農学の批判の急先鋒をリービッヒ（Liebich）としている。ヨーロッパで進展した自然科学が農学の進展に与えた影響は大きく、その一つにリービッヒが植物の生長に、炭酸ガス、水、窒素、リン、カリが重要であることを発見したことも挙げられている。一方でリービッヒは自然科学的合理性を無視した掠奪耕（地力収奪耕）こそが、国家の物質的・政治的・精神的基盤を弱体化させるもので、人類の存亡にかかわる回避すべき問題とみていた。また、当時最も合理的と考えられていた輪栽式農法もリービッヒは掠奪耕にあたると考えており、地力の均衡が農学において大きな議論となった。
リービッヒの農学思想は自然科学的認識の正しさと好景気を背景に受け入れられる向きもあったが、徐々に批判も出始めて大不況期に入ると批判が決定的となって急速に忘れ去られ、以後は単に化学者として位置づけられるようになった。
その後、カント哲学の影響を強く受けたシュルツェ（F.G. Schultze）がドイツ農学の主流派でテーヤにつぐ第一人者と評されるようになった。十九世紀前半からドイツ各地に農業アカデミーが開校したが、イェーナ大学の正教授になっていたシュルツェは1826年にイェーナに農学校を創設した。イェーナの農学校は他の農学校とは異なり、大学と有機的に強い結びつきをもち、その後のドイツの農業教育制度に決定的影響を及ぼした。

### イギリスの農学史
イギリスはヨーロッパで最も農書が著された国とされ、18世紀から19世紀の農業革命期にイングランドで技術的側面の普及のために農書が必要とされていたことによる。農業革命による変化は、休閑の廃止、飼料作物の導入、農作物の組合せによる地力維持、家畜の舎飼との結合による穀草式農法、輪栽式農法などであり、中世における穀物の生産力が播種量の4倍だったが、18世紀には10倍に飛躍的に増加した。農作業の機械化はそれより遅く、19世紀の収穫作業の機械化に始まり、機械化が進んだのは20世紀初頭のことであった。
農業革命には新農法の導入による土地生産性の向上と、新農法を受け入れる農村社会の確立の2つが基本的要素になっているが、農書は新農法を普及させるための媒体となった。
イングランドの農書の歴史は、13世紀後半にウォルター・オブ・ヘンリー（Walter of Henley）が著した『農業論』に始まるといわれており、中世の農業生産技術の一端を知ることができる。
17世紀中頃には第1次の囲い込みが行われ、その個人有地で穀草式農法が普及しつつあったが、1652年にはブライス（W. Blith）がクローバーなどの作付けを奨励する『イングランドの進歩的改良者』を著している。
18世紀に入り、タル（Tull）が『馬耨農法』を著し、休閑無用説と飼料用カブの中耕除草を説き、輪栽式農法の時代が始まったといわれているが、中耕除草機は土性により使用することができなかったため普及せず、農作業の機械化は19世紀後半まで待たねばならなかった。
18世紀後半から19世紀前半にかけて輪栽式農法が主にイングランド東部で普及したが、その提唱者の一人がアーサー・ヤングであり、資本主義的農業経営の萌芽がみられる。
19世紀、室内での科学実験からのアプローチが農業で信頼できるものになるには、圃場における検証実験の方法論が確立される必要があった。ドイツのリービッヒのもとに留学したことのあるイギリス人のギルバート（Gilbert，J. H.）は、ロザムステッド農事試験場で実験を行い、植物が大気中から窒素を獲得しているというリービッヒの説に反駁して窒素肥料の効果を実証した。
イギリス人のギルバート（Gilbert，J. H.）の実証実験やダラム大学のジョンストン（Johnston，J. F. W.）による試験の厳密性や反復の必要性の主張から、近代農学では科学実験の知見を圃場での観察を通じて検証するスタイルが確立した。

### アメリカの農業史
アメリカでは南北戦争後に国有地を付与された大学が設置されたが、農学部が関心を持たれるようになったのは、1880年代に農学部に農事試験場が整備され研究成果が蓄積するようになってからである。
1890年代には農学部が積極的に構外教育活動を行う農業拡張事業を行うようになり、大学に通うことのできない大多数の農民に知的資源を提供する場になった。
18世紀後半には農業改良に関心を持つ人々が集まって議論することが盛んになっており、アメリカ合衆国の独立後、これらは各地の農事協会に発展した。
農学界ではイギリスのギルバート（Gilbert，J. H.）やジョンストン（Johnston，J. F. W.) のもとで学んだ留学生が研究を進め、特にノートン（Norton，J. P.）やポーター（Porter，J. A）が所属するイェール大学は土壌分析など農芸化学で知られるようになった。
1853年にドイツに渡ったジョンソン（Johnson，s.w.）は、帰国後に化学肥料の研究のかたわら農事試験場の設立運動に取り組み、1870年代後半にはコネチカット州やニューヨーク州などに独自の農事試験場が設置された。
19世紀末から20世紀初頭にかけての農事試験場では、化学を中心に分析法に関する研究が進展し、土壌、肥料、植物、食糧、および飼料など農学の専門分野のそれぞれに応用され、学問の進展が加速化した。

### 中国の農学史
中国の農書の歴史は紀元前3世紀に著された『呂氏春秋』が最初とされている。『呂氏春秋』は呂不韋が抱える知識集団によって編纂され、十二紀、八覧、六論の26部で構成されており、六論中の「士容論」第三編の「上農」では農業政策、第四編の「任地」では土地利用の原則、第五編の「弁士」では土地改良の原則、第六編の「審時」では適時作業の原則について述べられている。
紀元前1世紀には『氾勝之書』が著されたが現存しておらず、後代の農書にある引用から、耕作の原則、十数種の農作物の耕作法、種子の選別法と保存法が記されていたとみられる。
その後、後漢の崔寔が歳時記型の農書である『四民月令』を著した。
540年頃には賈思勰の『斉民要術』全9巻が刊行され、内容は『呂氏春秋』の農本思想を受け継ぎ、第6巻までは『氾勝之書』の形式で各農産物ごとに乾地農法の技術を述べ、第7巻からはは『四民月令』に近い内容の生活の技術を述べている。
元代には中国最古の官撰農書『農桑輯要』が編纂された。1313年には王禎の『農書』が著され、総論の「農桑通訣」、各論の「百穀譜」、農具を図解した「農器図譜」からなるが、記述の5分の4は農器図譜で300を超える農具を収録している。
明代末には徐光啓によって『農政全書』が著され（刊行は1639年）、屯田開墾,、大規模な水利土木,、備荒に重点を置いている。
清代には官撰農書の『授時通考』が編纂された。

### 日本の農学史

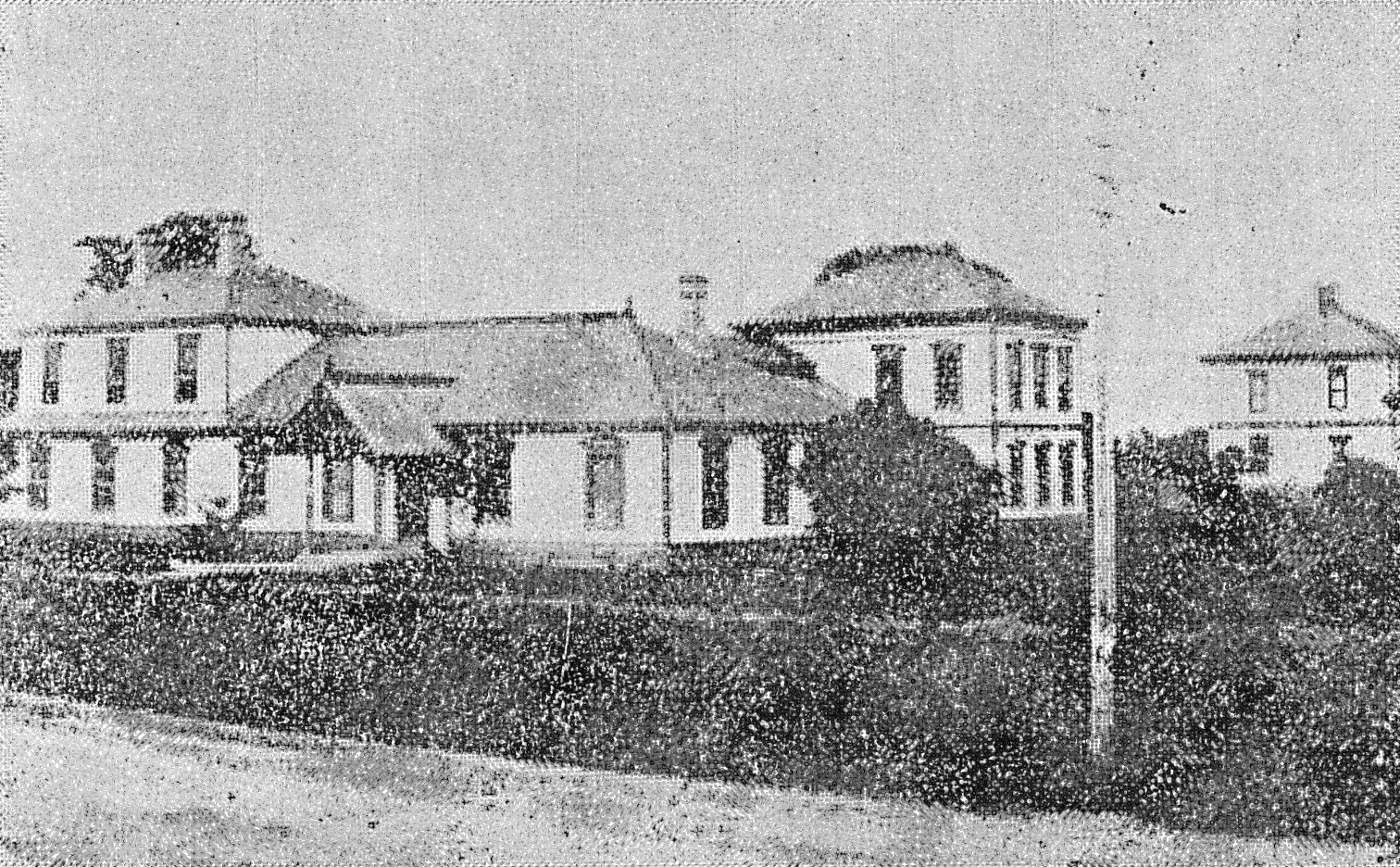
日本初の農学校、札幌農学校（1876年設立、現在の北海道大学）

明治維新後、明治政府は西洋の科学的な農業技術や知識の導入によって農業生産の拡大を図る方針をとった。また、明治政府の最重要課題は富国強兵と殖産興業であり、生糸や茶など主要輸出品の勧農政策が重視された。
1869年（明治2年）4月に民部官が設置されると、5月には民部官に開墾局が置かれた。しかし、7月に民部官は廃止されて民部省が設置され、1870年（明治3年）9月に勧農局が設置され、開墾、種芸、養蚕、編集、雑務の5課が配置された（勧農局は12月に開墾局となり、翌1871年4月に勧業局となった）。さらに1871年（明治4年）7月、民部省は廃止され、大蔵省勧業司に引き継がれたが、大蔵卿に就任した大久保利通により改革が行われ、8月に勧業寮さらに勧農寮に改められた。
1871年11月に派遣された岩倉使節団（大久保は副使）の帰国後、日本では内藤新宿試験場（現在の新宿御苑）や三田育種場の設置、札幌農学校や駒場農学校の設立、外国人教師の招聘などに取り組んだ。その後、1885年に榎本武揚らが中心となり、日本初の私立農学校である育英黌農業科（現在の東京農業大学）が開校した（1893年、東京農学校と改称）。

#### 内藤新宿試験場
1872年（明治5年）10月、大蔵省では勧農寮が廃止され、租税寮に勧農課を置くとともに、同月に内藤新宿試験場の設置が決定した。民部省や大蔵省は東京府下の数箇所に西洋農具置場、植物試栽場、牧畜試験場を設置していたが、いずれも小規模で穀菜果樹の配布や各種試験、模範事業を行うには不適当だった。そこで内藤家所有の9万5千坪を9千5百円で買収し、その隣接地も次々に買収して最終的に19万余坪を買収した。
内藤新宿試験場の拡大の過程で、1874年（明治7年）7月に三田四国町の旧島津邸の4万坪の土地を買収して内藤新宿勧業寮出張所附属試験地とした（後の三田育種場）。新たな土地の購入の背景には内藤新宿試験場の地味が良好でなかったためなどの理由があったとされる。この三田育種場の整備により、1879年（明治12年）5月に内藤新宿試験場は廃止された。

#### 札幌農学校
明治政府は国防上の理由から1869年（明治2年）7月に蝦夷地（当時）に開拓使を設置した。外国人の雇用などの必要性を説いていた開拓使の次官の黒田清隆は、1871年（明治4年）1月に留学生とともに渡米し、駐米少弁務使の森有礼の協力を得て、第18代大統領ユリシーズ・S・グラントの配慮でホーレス・ケプロンなど推薦された外国人を連れて帰国した。
1872年（明治5年）1月、黒田は明治政府に開拓使仮学校の計画を上申した。校長には荒井郁之助があてられ、同年3月10日に生徒募集の通達が出された。「開拓使仮学校規則」の第1条によると、学校は札幌に設置するが、それまで東京に仮学校を設置することとし、東京の芝増上寺本坊に開設されることになった。
「開拓使仮学校規則」第15条の受講科目では、学科を普通2科と専門4科に分け、「普通学」の1では英語学、漢学、算数、手習、日本地理、歴史等の一般教養、「普通学」の2では舎密学、器械学、測量学、本草学、鉱山学、農学等の科目が配列された。また、「専門学」は、第1が舎密学、器械学、画学、第2が鉱山学、地質学、画学、第3が建築学、測量学、画学、第4が舎密学、本草及び禽獣学、農学、画学で、一部は「普通学」の2との連携が重視されていた。また、農学は専門学の第4に配置されており、必ずしも比重が高かったわけではない。
1875年（明治8年）8月、開拓使仮学校は予定通り札幌に移転したが、その際の名称は「札幌農学校」ではなく「札幌学校」で最初から「農学校」としなかった理由は不明である。1876年（明治9年）8月、札幌学校は札幌農学校に改称し、ウィリアム・スミス・クラークが教頭に着任した（実質的な校長職で、名目上の校長は調所広丈）。
札幌農学校は日本で最初の高等農業教育機関であった。ただし、札幌農学校は駒場農学校と同様に「農学」の看板を掲げたが、駒場農学校とは異なり「農学とは異質とも思われる領域」もカリキュラムには含まれていた。札幌農学校の卒業生には、佐藤昌介（農学博士）、新渡戸稲造（農学博士・法学博士）、南鷹次郎（農学博士）、広井勇（工学博士）、宮部金吾（理学博士）、渡瀬庄三郎（理学博士）、高岡熊雄（法学博士・農学博士）らがいる。

#### 駒場農学校
1870年代、北海道の開拓使が招聘したアメリカ人教師とは別に、開校予定の農事修学場に農学教師として招聘されたイギリス人教師たちがいた。新しい農学校の開設を担当したのは内務省勧業寮内藤新宿出張所内の農学掛（まもなく第6課に改称）で、課長は田中芳男が務めており、1875年12月に内務卿の大久保利通に農学校設立の必要性を述べた『農学校設立生徒教育教師僦用順序之儀伺』を提出した。
この伺が裁可され、1876年2月、勧業寮第6課の富田禎次郎が渡英し、王立サイレンセスター農学校（Royal Agricultural in Cirencester）の教官やその関係者である農芸化学（無機・有機化学）担当のキンチ、獣医学（解剖学・家畜内外科）担当のマックブライト、試業科教師のベグビー、予科教師のコックス、農学（農学諸科・農場実践）担当のカスタンスの5人が来日した。このうちベグビーが途中で不祥事により解任されたほかは、契約期間の3年以上勤務して帰国している。
最も長く日本に滞在したのはキンチで、任期をさらに2年延長し、王立サイレンセスター農学校の化学教授に招かれたため急遽4年半で帰国したが、横井時敬や恩田鉄弥などの教え子が渡英時にキンチを訪ねており慕われていた。しかし、イギリス人教師の評価は芳しくなく、特に農学教師のカスタンスの講義は不評で、受講していた玉利喜造や酒匂常明などは英国の大規模な農業をそのまま教えていると苦言を述べている。この時期は秩禄処分（1876年）などにより明治政府は旧士族の授産問題を抱えており、駒場では東北地方などの内地に旧士族を送ってイギリスの大規模農法を導入したい意図があったため、日本の事情の説明を受けていたカスタンスらも母国の畑作農法の伝導に努めたことが背景にあるといわれている。また、コックスの講義を受けた新渡戸稲造も、旧式の文章構成法に忠実なだけの文法講師にすぎず、あまり尊敬できないと評している。
1878年（明治11）年、農事修学場は駒場農学校に改称された。
イギリス人教師の後任として、ドイツから1881年にオスカル・ケルネル、1882年にマックス・フェスカが来日した。ケルネルは日本の農芸化学の基礎を築き、フェスカは『日本地産要覧図』や『日本地産論』などの名著を残した。

#### 東京農学校
1885年、榎本武揚と伊庭想太郎らが中心となり、旧幕臣の子弟に対する奨学金支給のため徳川育英会を設立した。この徳川育英会を母体に、1891年（明治24年）3月6日、東京・飯田橋に「育英黌」が設立され、日本初の私立農学校が誕生した（日本では札幌農学校、駒場農学校に次いで3校目）。育英黌は、農業科（現在の東京農業大学）、商業科、普通科の3科があったが、甲武鉄道の飯田橋延伸に伴う敷地の買収話が持ち上がり、農業科は翌1892年10月23日、小石川区大塚窪町（現在の文京区大塚三丁目）に移転し、育英黌分黌農業科と改称した（校長は伊庭想太郎）。更に1893年、私立東京農学校と改称し、榎本は校主となった（校長は伊庭）。1894年に徳川育英会から独立。

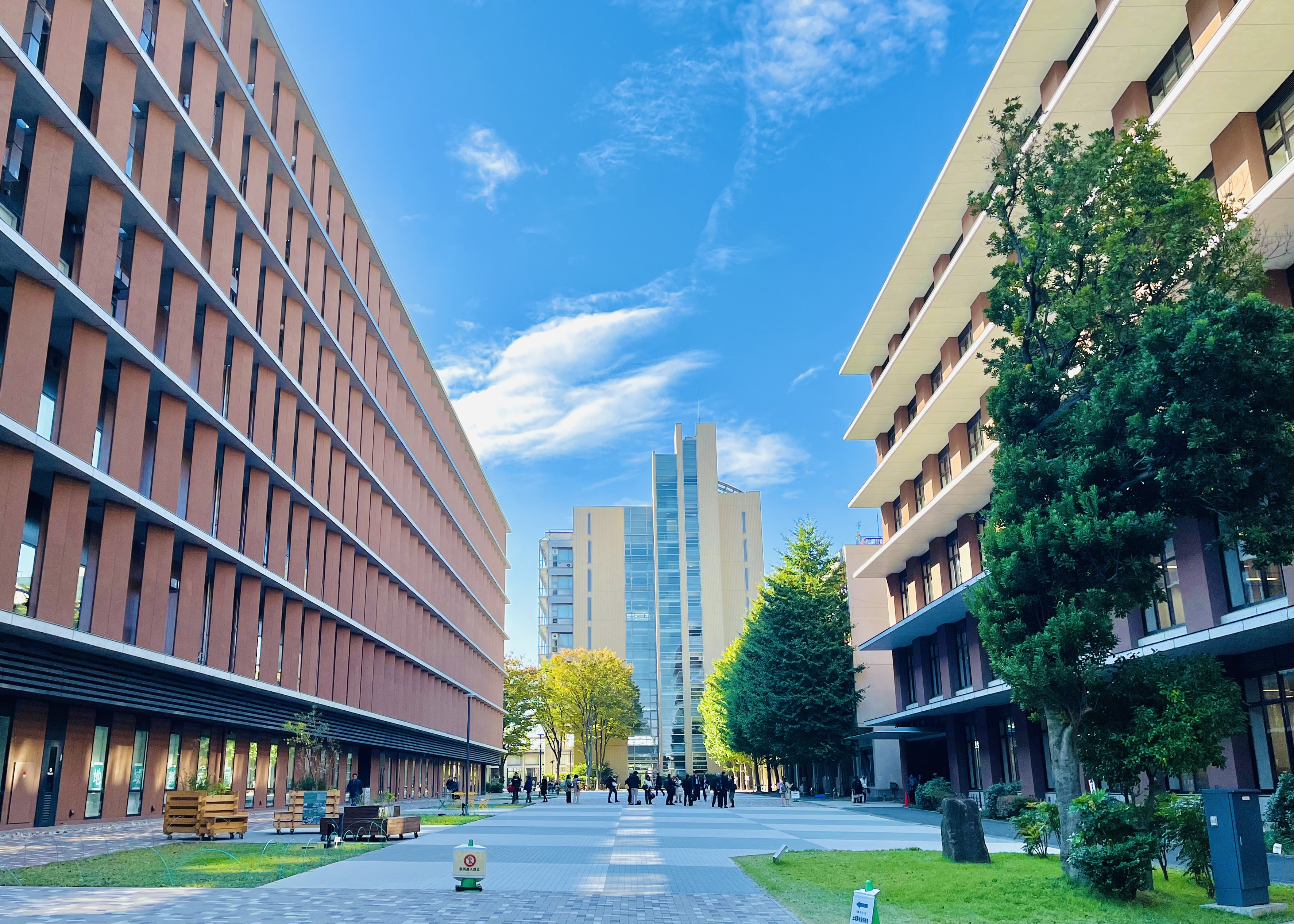
日本初の私立農学校（現：東京農業大学）

### 年表
- 紀元前3世紀 - 中国で『呂氏春秋』が編纂される[4]。
- 紀元前1世紀 - 中国で『氾勝之書』が著される[4]。
- 540年頃 - 中国で賈思勰の『斉民要術』が刊行される[4]。
- 1313年 - 中国で王禎の『農書』が著れる[4]。
- 1639年 - 中国で『農政全書』刊行[6]。
- 1697年 - 宮崎安貞『農業全書』[6]
- 1727年 - ウィルヘルム1世（Friedrich Wilhelm I)がハレ大学とフランクフルト大学に初めて農業と官房学（Kameralwissenschaft）の講座を設立[2]。
- 1769年 - ベックマン（J.Beckmann）『ドイツ農業原理（Grundsatzeder deutschen Landwirtschaft）』[2]
- 1815年 - テーヤ（A.D. Thaer）『農業営業学汎論入門（Leitfadenzur allgemeinen landwirtschaftlichen Gewerbslehre）』[2]
- 1853年 - フルベック（F.X. W. Hlubeck）『農学全書（DieLandwirtschaftslehre in ihrem ganzen Umfang）』[6]
- 1876年 - 津田仙が学農社を設立[6]。
- 1898年 - 新渡戸稲造が『農業本論』『農業発達史』を発表[6]。

## 農学の分野
日本農学会の資料文部科学省学科系統分類表/農学などをもとに分類した。
| 大分類               | 中分類                  | 小分類 |
| -------------------- | ----------------------- | --- |
| 生産農学関係         | 生産植物学              | 園芸学 - 園芸農学 - 花飾学 - 花卉園芸学 - 果実学 - 果樹園芸学 - 蔬菜園芸学 - 作物栽培学 - 育種学 - 草地学 - 雑草学 - 熱帯農学 - 寒地農学 - 暖地農学 - 経営農学 - 栽培学 - 植物生殖遺伝学 - 植物分子育種学 - 植物遺伝育種学 - 植物バイオテクノロジー - 植物分子細胞育種学 - 農業生産技術学 - 植物栄養学                                                                 |
| 生産農学関係         | 農業生産学              | 農業生産管理学 - 生物生産学 - 生物生産システム学 - 生産環境学 - システム農学 - 繁殖生物学 - 大気生物学 - 有機農業学 - 農作業学 |
| 生産農学関係         | 農業生物学 - 応用生物学 | 農業生命科学 - 生命機能科学 - 生命環境学 - 共生環境学 - 応用生命科学 - 生物機能科学 - 生物情報科学 - 生物企業情報学 - 生物圏生命科学 - 生態環境科学 - 生物環境学 - 生物環境システム学 - 生物環境管理学 - 生物環境保護学 - 生物環境保全学 - 生物環境資源科学 - 生物制御学 - 生物環境制御学 - 応用遺伝生態学分野、相関分子生物学分野、発生生物学分野、細胞分子生物学分野 |
| 生産農学関係         | 応用植物科学            | 植物生理学 - 植物保護学 - 植物病理学 - 応用植物学 - 雑草学 - 農薬学 - 植物資源学 - 植物バイオサイエンス学 - バイオサイエンス学 - 植物防疫学 - 食用植物学 - 植物化学調節学 |
| 生産農学関係         | 昆虫学 - 応用昆虫学     | 応用微生物学 - 蚕糸学 - 蚕糸生物学 - 生物測定学 - 繊維農学 - 養蚕学 - 農業害虫学 - 昆虫病理学 - 動物生化学（昆虫系）- 昆虫機能生理化学 |
| 生産農学関係         | 農業物理学              | 土壌学 - 土壌環境学 - 土壌肥料学 - 土壌微生物学 - 砂丘学 - 農薬学 - ペドロジー学 - アグロロジー - 土壌地理学 - 土壌物理学 - 土壌生物学 |
| 生産農学関係         | 生物資源学              | 資源生物学 - 生物資源生産学 - 生物資源利用学 - 生物資源開発学 - 生物資源管理学 - 生物資源環境学 |
| 造園学関係           | 緑地環境科学            | 芝草学 - 樹木医学 - 緑地計画学 - 風景計画学 - 庭園学 - 緑地植物学 - 植栽学 - 緑地工学 - 緑化工学 - 緑地管理学 - 緑地生態学 - 緑地情報学 - 緑地学 - 緑地環境保全学 - 造園史学 - 景観生態学 |
| 農芸化学関係         | 農業生物工学            | 農業生物環境工学 - 生態工学 - 動物再生システム学 - 動物生理学 - 分子発生学 - 環境応答生物学 - ゲノム機能工学 - 植物分子生理学 - 植物細胞工学 - 細胞情報制御学 - 生体制御学 - 動物栄養学 - 微生物工学 - 生体機能物質学 - バイオインフォマティクス - 植物発生制御学 - プロテオミクス - 環境応答植物学 - 生体機構学 - 発生工学                                            |
| 農芸化学関係         | 醸造学 - 発酵学         | 農産製造学 - 食品生物科学 - 食品生命科学 - 有用微生物学 |
| 農芸化学関係         | 農芸化学                | 植物化学調節学 - 応用糖質科学 - 農業化学 - 農産化学 - 園芸化学 - 化学生態学 - 生理活性物質化学 - 農薬化学、天然物有機化学、酵素化学、植物栄養学 - 分子生命化学 - 生物化学 - 遺伝子機能制御学- 構造生化学- 植物工学- 生物遺伝子工学- 細胞組織生化学 |
| 農芸化学関係         | 食品科学                | 食品工学 - 食品流通学 - 食料生産科学 - 食品製造工学 - 生物化学工学 - 食品学 - 食品化学 - 食品工業化学 - 畜産食品化学 - 畜産食品工学 - 食品生産化学 - 農業食料工学 - 食品物性学 - 生物機能化学 - 生物制御化学 - 生態情報化学 - 生物有機化学 - 栄養生理化学 - 応用蛋白質化学                                                                                             |
| 農芸化学関係         | 農林総合化学            | 生物資源化学 - 生命化学 - 応用生命化学 - 生命機能化学 |
| 農芸化学関係         | 食糧化学                | 生物資源食糧化学 - 食糧化学工学 |
| 農業工学関係         | 農業工学 - 農林工学     | 農業農村工学（農業土木学） - 農業気象学 - 生物環境工学 - 農村計画学 - 農業機械学 - フィールドロボティクス - 農業施設学 - 海水学 - 農作業学 - 畜産土木工学 - 農業水産工学 - 農業生産工学 - 農業施設学 -農業開発工学 |
| 農業工学関係         | 生産環境情報学          | システム農学 - 農業情報学 - 生産情報科学 - 地域環境科学 - 地域生態システム学 |
| 農業工学関係         | 農業環境工学            | 農業生産環境工学 - 生物環境管理工学 - 生物環境工学 - 生物生産環境学 - 食料生産環境工学 - 地域環境工学 - 土壌物理学、生物構造解析学、農地盤工学、水利施設工学、農村地域計画学、農地工学、農産プロセス工学、灌漑排水工学、バイオマス利用学 |
| 農業経済学関係       | 農業の社会科学          | 農村社会学 - 農業経営学 - 国際地域開発学 - 農政学 - 地域経済・資源科学 - 地域計画学 - 地域農業システム学 - 農村経済学 - 農政経済学 - 地域農林経済学 - 酪農経済学 - 食品経済学 - 園芸経済学 - 農産業経営学 |
| 農業経済学関係       | 農業拓殖学              | 植民政策学 - 農業地理学 - 農業マーケティング |
| 農業経済学関係       | 食料・環境経済学        | 地域開発科学 - 食料環境経済学 - 資源環境学 - 資源生物環境学 - 国際資源管理学 - 食料・環境経済学 - ファームビジネス学 - フードビジネス学 - フードシステム学 - 農業環境マネジメント学 |
| 農業経済学関係       | 国際環境農学            | 国際生物生産資源学 - 水利環境保全学 - 環境地盤工学 - 流域環境修復保全学 - 国際比較経済開発学 - 人口社会学 - 農薬動態学 |
| 森林科学関係         | 林学                    | 森林学 - 砂防学 - 砂防工学 - 林木育種学 - 林業経済学 - 森林立地学 - 森林計画学 - 森林資源科学 - 森林利用学 - 林業工学 - 樹木学 - 森林美学 - 農林水文学 - 山地保全学 - 森林生態学 - 森林生産システム学 - 森林施設工学 - 森林施業学 - 持続的森林管理学 |
| 森林科学関係         | 自然環境保全学          | 生態系保全学 - 生物多様性保全学 - 植生管理学 - 森林生態保全学 - 動物生態学 - 樹木学 - 野生動物保全技術論 - 景観保全学 - 植生学 - 野生動物保全学 |
| 林産学関係           | 林産学                  | 木材学 - 木材化学 - 木材加工学 - 農林生産学 - 農林環境科学 - 林産経済学 - 林産経営学 - 林産社会学 |
| 獣医学 - 畜産学関係  | 獣医学                  | 応用動物学 - 畜産獣医学 - ペット栄養学 - 動物臨床医学 - 獣医保健看護学 - 毒性学 - 獣医臨床繁殖学 - 獣医薬理学 - 獣医病理学 - 獣医微生物学 - 獣医内科学 - 獣医外科学 - 獣医組織学 - 獣医寄生虫学 - 動物解剖学 - 感染症学 |
| 獣医学 - 畜産学関係  | 畜産学                  | 繁殖生物学 - 家禽学 - 動物遺伝育種学 - 酪農学 - 畜産経営学 - 畜産食品工学 - 家畜環境学 - 家畜生産科学 - 環境畜産学 - 畜産管理学 - 畜産環境科学 - 家畜衛生学 - 畜産草地科学 |
| 獣医学 - 畜産学関係  | 動物学                  | アニマルサイエンス - 動物生産学 - 動物応用科学 - 応用動物学 - 動物資源科学 - 水圏動物学 - 生殖生物学 - 動物バイオテクノロジー - 動物生化学（哺乳類型） |
| 水産科学関係         | 水産海洋科学            | 水産学 - 漁業経済学 - 魚病学 - 水産工学 - 水産化学 - 水産食品学 - 水産製造学 - 水産食品生産学 |
| 水産科学関係         | 増殖学                  | 海洋資源学 - 漁業生産学 - 漁業生産工学 - 資源増殖学 - 水産養殖学 - 海洋生産学 - 資源育成学 - 海洋生産システム学 |
| 水産科学関係         | 漁業学                  | 漁業生産学 - 遠洋漁業学 - 栽培漁業学 |
| 水産科学関係         | 資源管理学              | 海洋環境工学 - 海洋政策文化学 - 海洋文明学 - 海水学 - |
| 水産科学関係         | 海洋生物資源科学        | 海洋生物資源化学 - 海洋環境学 - 水産生物科学 - 海洋生物生産学 |
| その他（境界農学等） | 栄養学                  | 食品栄養科学 |
| その他（境界農学等） | 生物資源学              | 国際バイオビジネス - 農業情報学 |
| その他（境界農学等） | 共生持続社会学          | 環境哲学 - 環境文化史 - 比較心理学 - 環境工法 - 環境経済学 - 環境教育学 - 環境倫理学 - 共生社会思想 - 国際協力論 - 国際開発論 |
| その他（境界農学等） | 環境資源科学            | 環境修復学 - 植物環境学 - 環境汚染解析学 - 環境物質科学 - 生物圏変動解析学 - 生物生活環境学 - バイオマス・リサイクル学 |
| その他（境界農学等） | 応用分子細胞生物学      | |
| その他（境界農学等） | その他                  | 総合農学 - 総合農業科学- 実践総合農学 - 農食（食農）コミュニティデザイン |